# News of the World Tour
News of the World bylo koncertní turné brtiské rockové skupiny Queen k albu News of the World probíhající v letech 1977–1978. Turné se skládalo ze tří částí: americké, evropské a britské.

## Setlist
Toto je obvyklý setlist, seznam písní, které Queen hráli na koncertech v rámci News of the World Tour. Setlist ostatních koncertů se může lišit:
1. „We Will Rock You“
2. „Brighton Rock“
3. „Somebody To Love“
4. „It's Late“
5. „Death On Two Legs“
6. „Killer Queen“
7. „Good Old-Fashioned Lover Boy“
8. „I'm In Love With My Car“
9. „Get Down, Make Love“
10. „The Millionaire Waltz“
11. „You're My Best Friend“
12. „Spread Your Wings“
13. „Liar“
14. „Love Of My Life“
15. „'39“
16. „My Melancholy Blues“
17. „White Man“
18. „The Prophet's Song“
19. „Guitar Solo“
20. „The Prophet's Song (Reprise)“
21. „Now I'm Here“
22. „Stone Cold Crazy“
23. „Bohemian Rhapsody“
24. „Keep Yourself Alive“
25. „Tie Your Mother Down“
Přídavek
26. „We Will Rock You“
27. „We Are The Champions“
Přídavek
28. „Sheer Heart Attack“
29. „Jailhouse Rock“
30. „God Save The Queen“

## Složení kapely
- Freddie Mercury – hlavní zpěv, klavír, tamburína
- Brian May – elektrická kytara, akustická kytara, doprovodné vokály
- Roger Taylor – bicí, hlavní zpěv, doprovodné vokály, tamburína
- John Deacon – basová kytara, doprovodné vokály